# Rue du Chevalier-du-Guet
Rue du Chevalier-du-Guet, tidigare benämnd Rue Perrin-Gasselin, var en gata i Quartier du Louvre i Paris. Gatan var uppkallad efter guet royal, en polisstyrka vars kommendör hade sin bostad härstädes. Rue du Chevalier-du-Guet började vid Rue de la Vieille-Harengerie 1–2 och Place du Chevalier-du-Guet och slutade vid Rue des Lavandières-Sainte-Opportune 16–18. 
Rue du Chevalier-du-Guet var belägen i det tidigare fjärde arrondissementet, vilket existerade från 1795 till 1860.
Gatan revs år 1854.

## Omgivningar
- Saint-Germain-l'Auxerrois
- Sainte-Chapelle
- Louvren
- Tuilerierna
- Rue des Orfèvres
- Rue des Lavandières-Sainte-Opportune
- Rue des Deux-Boules
- Quai des Orfèvres
- Rue Jean-Lantier